# Ted Lange
Theodore William Lange (Oakland, 5 gennaio 1948) è un attore statunitense, noto per aver interpretato il ruolo del barista Isaac Washington nella serie tv statunitense Love Boat, dopo aver preso parte sempre in tale ruolo al secondo e terzo film tv prequel. Lange ha anche interpretato Junior nella serie That's My Mama.
La sua prima apparizione è nel documentario Wattstax. Ha anche partecipato, come guest star in show come Scrubs, Drake & Josh and Crescere, che fatica!.
Ha lavorato molto nel teatro, come autore e regista di George Washington's Boy, un dramma storico sulla relazione fra il primo presidente americano e il suo schiavo favorito.
Ha partecipato al programma televisivo di Italia 1 Matricole & Meteore in qualità di ospite, insieme a Bernie Kopell, con cui recitò insieme nella serie Love Boat in tutti i 249 episodi.

## Filmografia parziale

### Cinema
- Blade, il duro della Criminalpol (Blade), regia di Ernest Pintoff (1973)

### Televisione
- Love Boat (The Love Boat) - serie TV, 250 episodi (1977-1987)
- Scrubs - Medici ai primi ferri (Scrubs) - serie TV, episodio 2x05 (2002)
- Psych - serie TV, episodio 3x05 (2008)

## Doppiatori italiani
Nelle versioni in italiano delle opere in cui ha recitato, Ted Lange è stato doppiato da:
- Rodolfo Bianchi in Love Boat (1a voce)
- Maurizio Mattioli in Love Boat (2a voce)
- Luigi Ferraro in Love Boat (ridoppiaggio ep. 2x17)
- Stefano Mondini in Psych